# Chahal
Chahal är en ort i Guatemala.   Den ligger i departementet Departamento de Alta Verapaz, i den centrala delen av landet, 160 km nordost om huvudstaden Guatemala City. Chahal Guatemala ligger 174 meter över havet och antalet invånare är 7 465.
Terrängen runt Chahal Guatemala är platt åt nordost, men åt sydväst är den kuperad. Runt Chahal Guatemala är det ganska glesbefolkat, med 34 invånare per kvadratkilometer. Det finns inga andra samhällen i närheten. Omgivningarna runt Chahal Guatemala är en mosaik av jordbruksmark och naturlig växtlighet.